# Лиссажу, Жюль-Антуан
Жюль Антуа́н Лиссажу́ (фр. Jules Antoine Lissajous; 4 марта 1822, Версаль, Франция — 24 июня 1880) — французский математик, в честь которого названы фигуры Лиссажу. Член-корреспондент Парижской Академии наук (1879).

## Биография
Родился в Версале 4 марта 1822 года. Учился в лицее Гоша́ (Версаль). Стал профессором в лицее Луи, в 1850 году представил диссертацию о вибрирующей решётке. Умер в 1880 году.
Работы по акустике и оптике. Изучал колебания тонких пластин, распространение волн. Разработал (1855) оптический метод исследования сложения колебаний при помощи так называемых «фигур Лиссажу». Изобрел оптический компаратор (1857), работал над созданием системы оптического телеграфа.